# União Europeia de Tênis de Mesa
A União Europeia de Tênis de Mesa (ETTU) é o órgão máximo no tênis de mesa na Europa. Organiza, entre outras competições, o Campeonato Europeu de Tênis de Mesa e o Top 12 Europeu de Tênis de Mesa